# (4116) Elachi
(4116) Elachi es un asteroide que forma parte del cinturón interior de asteroides y fue descubierto por Eleanor Francis Helin el 20 de septiembre de 1982 desde el observatorio del Monte Palomar, Estados Unidos.

## Designación y nombre
Elachi se designó inicialmente como 1982 SU.
Posteriormente, en 1989, fue nombrado en honor del astrónomo estadounidense de origen libanés Charles Elachi.

## Características orbitales
Elachi está situado a una distancia media del Sol de 1,872 ua, pudiendo acercarse hasta 1,721 ua y alejarse hasta 2,023 ua. Su excentricidad es 0,08055 y la inclinación orbital 24,11 grados. Emplea 935,7 días en completar una órbita alrededor del Sol.
Elachi pertenece al grupo asteroidal de Hungaria.

## Características físicas
La magnitud absoluta de Elachi es 13,7 y el periodo de rotación de 38,14 horas. Está asignado al tipo espectral Sl de la clasificación SMASSII.